# Paranonyma
Paranonyma is een kevergeslacht uit de familie van de boktorren (Cerambycidae). De wetenschappelijke naam van het geslacht werd voor het eerst geldig gepubliceerd in 1957 door Breuning.

## Soorten
Paranonyma omvat de volgende soorten:
- Paranonyma fairmairei Breuning, 1957
- Paranonyma invittata Breuning, 1957
- Paranonyma multilineata Breuning, 1957
- Paranonyma nigrosignata Breuning, 1980
- Paranonyma perrieri Breuning, 1957